# GDP-4-dehidro-6-dezoksi-D-manoza reduktaza
GDP-4-dehidro-6-dezoksi--manoza reduktaza (EC 1.1.1.281, GDP-4-keto-6-dezoksi--manoza reduktaza (ambiguous), GDP-6-dezoksi-D-likso-4-heksuloza reduktaza, Rmd, GDP-6-dezoksi-D-manoza:+ 4-oksidoreduktaza (formira D-ramnoza)) je enzim sa sistematskim imenom GDP-6-dezoksi-alfa-D-manoza:+ 4-oksidoreduktaza (formira D-ramnozu). Ovaj enzim katalizuje sledeću hemijsku reakciju
-6-dezoksi-alfa--manoza + NAD(P)+ {\displaystyle \rightleftharpoons } GDP-4-dehidro-6-dezoksi-alfa--manoza + +
Ovaj enzim se razlikuje od EC 1.1.1.187, GDP-4-dehidro-D-ramnoza reduktaze, po tome što je jedini produkt GDP-alfa-D-ramnoza (GDP-6-dezoksi-alfa-D-manoza). D-ramnoza je konstituent lipopolisaharida Gram-negativnih biljnih i humanih patogenih bakterija.

## Literatura
- Nicholas C. Price; Lewis Stevens (1999). Fundamentals of Enzymology: The Cell and Molecular Biology of Catalytic Proteins (Third изд.). USA: Oxford University Press. ISBN 019850229X.
- Eric J. Toone (2006). Advances in Enzymology and Related Areas of Molecular Biology, Protein Evolution (Volume 75 изд.). Wiley-Interscience. ISBN 0471205036.
- Branden C; Tooze J. Introduction to Protein Structure. New York, NY: Garland Publishing. ISBN 0-8153-2305-0.
- Irwin H. Segel. Enzyme Kinetics: Behavior and Analysis of Rapid Equilibrium and Steady-State Enzyme Systems (Book 44 изд.). Wiley Classics Library. ISBN 0471303097.

## Spoljašnje veze
- GDP-4-dehydro-6-deoxy-D-mannose+reductase на 